# OutRun 2006: Coast 2 Coast
OutRun 2006: Coast 2 Coast — восьмая игра в серии OutRun, выпущенная для Xbox, PlayStation 2, PlayStation Portable и PC. Разработана компанией Sumo Digital от лица компании Sega AM2 и выпущена Sega. Несмотря на своё название, игра не является прямым продолжением оригинальной игры.

## Игровой процесс

Гонка на Ferarri F50 в режиме «OutRun»

Игра разделена на две части: трассы из игры OutRun 2 SP (что само по себе включает уровни игры и OutRun 2), и «Coast 2 Coast» — сетевая игра.
Автомобили имеют различные классы — от новичка до профессионального, с увеличением максимальной скорости и трудностями в управлении. В игру добавлен так называемый «класс OutRun», который распространяется на каждый автомобиль, и позволяет каждому автомобилю иметь повышенную производительность во всех аспектах: косметические изменения, такие как гоночные полосы и знаки различия, а также полностью отремонтированные кузова машин.
OutRun 2006: Coast 2 Coast содержит 15 уникальных автомобилей, большинство из них было взято из других игр серии OutRun 2 SP. В дополнение к 10 автомобилям из OutRun 2 SP, в игру добавлены новые и раритетные, такие как, 550 Barchetta, F355 Spider, Superamerica, 328 GTS и F430. Некоторые модели не могут быть разблокированы в версиях на PlayStation Portable или PlayStation 2 без использования соединения обоих приставок (кроме японской версии). Однако, есть специальный чит-код, который открывает все машины.
Существуют различные миссии, начиная от участия в гонках с конкурентами за первое место, до выполнения просьб девушки-пассажира. Гоночные режимы из OutRun 2 SP по-прежнему доступны в игре.
При запуске, игра имеет очень ограниченный выбор автомобилей, трасс, фоновой музыки и трудностей в управлении. Каждый отдельный элемент может быть разблокирован путём обмена «миль OutRun».

## Версии и выпуски
OutRun 2006: Coast 2 Coast был выпущен в Европе и Северной Америке для приставок Xbox, PlayStation 2 и PlayStation Portable в марте 2006 года, но был отложен до июня для PC. В Японии OutRun 2006: Coast 2 Coast доступен только для PlayStation 2 и известен под названием OutRun 2 SP. Каждая версия имеет свои особенности, например, включает в себя соединение функций между PS2 и PSP, набор миссий для PSP и поддержку Xbox Live для Xbox.
По состоянию на 12 июня 2007 года, эта игра имеет обратную совместимость с консолью Xbox 360. По состоянию на 13 мая 2009 года, серверы находятся в автономном режиме для ПК, PS2 и PSP версий игры, а сервер Xbox Live стал недоступен 15 апреля 2010 года для Xbox.

## Оценки и мнения
| Сводный рейтинг       | Сводный рейтинг | Сводный рейтинг | Сводный рейтинг | Сводный рейтинг |
| Издание               | Оценка          | Оценка          | Оценка          | Оценка          |
| Издание               | PC              | PS2             | PSP             | Xbox            |
| --------------------- | --------------- | --------------- | --------------- | --------------- |
| GameRankings          | 83,10 %         | 80,03 %         | 82,59 %         | 77,21 %         |
| Metacritic            | 81/100          | 81/100          | 82/100          | 77/100          |
| MobyRank              | 74/100          | 79/100          | N/A             | 78/100          |
| Иноязычные издания    |                 |                 |                 |                 |
| Издание               | Оценка          | Оценка          | Оценка          | Оценка          |
| Издание               | PC              | PS2             | PSP             | Xbox            |
| 1UP.com               | N/A             | B-              | C+              | N/A             |
| AllGame               | N/A             | N/A             | [ 12 ]          | N/A             |
| Edge                  | 8/10            | 8/10            | 8/10            | 8/10            |
| Eurogamer             | N/A             | 9/10            | 9/10            | 9/10            |
| GamePro               | N/A             | N/A             | N/A             | [ 15 ]          |
| GameSpot              | N/A             | N/A             | N/A             | 8/10            |
| GameSpy               | N/A             | N/A             | N/A             | [ 17 ]          |
| GamesRadar+           | 7/10            | 8/10            | 8/10            | 8/10            |
| IGN                   | N/A             | N/A             | 7,3/10          | N/A             |
| OPM                   | N/A             | 2,5/5           | 3/5             | N/A             |
| TeamXbox              | N/A             | N/A             | N/A             | 7,6/10          |
| VideoGamer            | N/A             | N/A             | N/A             | 9/10            |
| Русскоязычные издания |                 |                 |                 |                 |
| Издание               | Оценка          | Оценка          | Оценка          | Оценка          |
| Издание               | PC              | PS2             | PSP             | Xbox            |
| Absolute Games        | 70 %            | N/A             | N/A             | N/A             |
| Gameplay              | N/A             | 4/5             | 4/5             | 4/5             |
| PlayGround.ru         | 8,9/10          | N/A             | N/A             | N/A             |
| «Игромания»           | 7,5/10          | N/A             | N/A             | N/A             |
| «Страна игр»          | 7/10            | N/A             | N/A             | N/A             |

OutRun 2006: Coast 2 Coast получила положительные оценки от критиков. Российский журнал «Страна игр» оценил игру в 7 баллов из 10. Критикам понравилось точное воссоздание оригинального аркадного геймплея, графика, кадровая частота 60 Гц и полное отсутствие отличий между версиями для PlayStation Portable и PlayStation 2, но не понравились скучные трассы и задания, «лоботомированные» соперники и недостаточное количество изменений по сравнению с OutRun 2 для Xbox.
Похожим образом игра была раскритикована зарубежными изданиями. GameSpot оценил игру в 8 баллов из 10, а IGN — 7,3 балла. Журнал Edge поместил OutRun 2006: Coast 2 Coast на 86 место среди 100 лучших игр всех времён.